# سامانثا مكينتوش
سامانثا مكينتوش (بالإنجليزية: Samantha McIntosh)‏ هي فارسة ‏ نيوزيلندية، ولدت في 30 سبتمبر 1975 في Kawakawa, New Zealand ‏ في نيوزيلندا.

## وصلات خارجية
- سامانثا مكينتوش على موقع أوليمبيديا (الإنجليزية)